# アルバボタニカ
アルバボタニカ（alba BOTANICA）とは、1979年にアメリカ合衆国で誕生したナチュラルコスメブランドのこと。

## 特徴
オーガニック文化発祥の地、アメリカ・カリフォルニア州で誕生した。オーガニックパーソナルケア市場において、全米をリードするHain Celestial Groupの代表ブランドである。
製品ラインナップはヘアケア、スキンケア、ボディケア、リップケアに分かれており、商品において植物由来原料を使用し、パラベン、合成着色料、合成香料、石油由来成分などは一切使用していない無添加ブランド。更に独自の製品ガイドラインにより、動物実験を行わない製品開発を行っている。

## 歴史
アルバボタニカはThe Hain Celestial Groupのパーソナルケア製品として1979年に生まれた。The Hain Celestial Groupは米国及びヨーロッパでオーガニック＆ナチュラルの食品、飲料、パーソナルケア製品を製造販売するトップ企業で46ものブランド展開をしている。米国ではホールフーズマーケットなどのオーガニック専門店等で販売されている。また米国の専門誌の多くで数多くの賞を受賞している。

## 日本における展開
2011年4月より、アルバボタニカは国内正規販売代理店としてジョージオリバーがThe Hain Celestial Groupと契約を締結し、本格的に日本進出を始めている。専門店、バライティショップ、百貨店などで販売されている。